# Lindsay Anderson
Lindsay Gordon Anderson, född 17 april 1923 i Bangalore i dåvarande Brittiska Indien, död 30 augusti 1994 i Angoulême i Frankrike (i hjärtinfarkt), var en brittisk teater- och filmregissör, manusförfattare och skådespelare.

## Biografi
Lindsay Anderson började som filmkritiker och var under 1950-talet aktiv i dokumentärfilmsrörelsen Free Cinema. Han spelade samtidigt in några spelfilmer färgade av socialt engagemang samtidigt som han var flitigt aktiv som teaterskådespelare. Efter flera kortfilmer kom hans långfilmsdebut Idolen (This Sporting Life) 1963, där han bidrog till den brittiska socialt orienterade realistiska filmvågen. Utmärkande för Andersons filmer var en stridbar vänsterliberal samhällssyn, giftig etablissemangssatir och surrealistisk fantasi. I sin melankoliska film Sensommardagar (1987) kom han för första gången att para ihop de legendariska amerikanska skådespelarna Lillian Gish (1893–1993) och Bette Davis (1908–1989).

## Filmografi (urval)
Som regissör
- 1963 – Idolen
- 1968 – If....
- 1973 – O Lucky Man!
- 1982 – Brittiska sjukan
- 1987 – Sensommardagar

Som skådespelare
- 1981 – Triumfens ögonblick
- 1992 – Panik på hotellet (röst)

## Teater

### Roller
| År   | Produktion     | Upphovsmän           | Teater                          |
| ---- | -------------- | -------------------- | ------------------------------- |
| 1978 | The Kingfisher | William Douglas Home | Biltmore Theatre, New York, USA |